# Gailhan
Gailhan là một xã trong tỉnh Gard thuộc vùng Occitanie, phía nam nước Pháp. Xã Gailhan nằm ở khu vực có độ cao trung bình 60 mét trên mực nước biển.